# Donegall Square
Donegall Square è una piazza nel centro di Belfast, nella contea di Antrim, nell'Irlanda del Nord. Al centro si trova il Municipio di Belfast, la sede del Consiglio comunale di Belfast. Ogni lato della piazza è chiamato in base alla sua posizione geografica, ovvero Donegall Square nord, sud, est e ovest. Prende il nome dalla famiglia Donegall. Altre strade che portano il suo nome a Belfast sono Donegall Road, Donegall Pass e Donegall Street. Donegall Place, la principale via dello shopping della città, corre dal lato nord della piazza.
Sulla piazza ci sono molte banche o filiali della società, tra cui HSBC, National, Ireland National, Santander, Bank of Scotland, Halifax, Cooperative Bank, First Trust Bank, Bank of Ireland, Danske Bank e Ulster Bank. Molte di queste hanno il loro quartier generale su Donegall Square West. La rapina alla Banca del Nord è avvenuta nel quartier generale della banca in Donegall Square West. Inoltre, è la sede di molti importanti studi legali tra cui; Millar McCall & Wylie, Sullivans, Rice & Company, McGriggors LLP e Ferguson Solicitors.
Notevoli edifici sulla piazza includono la Linen Hall Library e lo Scottish Provident Building, ora centro business per uffici a cinque stelle. Il Ten Square Hotel a Donegall Square South era in origine un magazzino di biancheria vittoriana. L'esterno presenta oblò intagliati sporgenti, con le facce di George Washington, Sir Isaac Newton, Michelangelo e William Shakespeare.

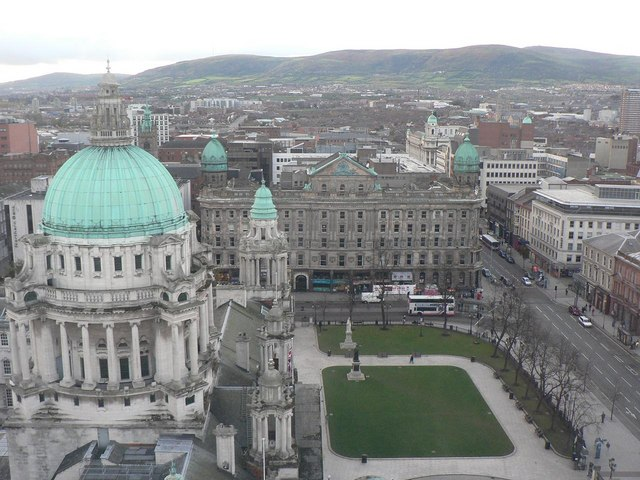
Vista aerea dei Donegall Square gardens